# Apocryptes
Apocryptes es un género de peces de la familia de los Gobiidae en el orden de los perciformes.

## Especies
- Apocryptes bato (Francis Buchanan, Hamilton, 1822